# Курт фон Лібенштайн
Барон Карл Отто Курт фон Лібенштайн (нім. Karl Otto Kurt Freiherr von Liebenstein; 28 лютого 1899, Горб-ам-Неккар — 2 серпня 1975, Геппінген) — німецький воєначальник, генерал-майор вермахту і бундесверу. Кавалер Лицарського хреста Залізного хреста.

## Біографія
Спадкоємець давнього дворянського роду Лібенштайн. Навчався у гімназії Карла в Штутгарті. 20 грудня 1916 року вступив у Вюртемберзьку армію, декілька місяців проходив основну підготовку, після чого — офіцерські курси. 16 лютого 1918 року отримав звання лейтенанта і був призначений командиром взводу драгунського полку (2-го вюртемберзького) № 26. У вересня 1918 року потрапив у британський полон, звільнений в грудні 1919 року. Після звільнення продовжив службу в рейхсвері.
З 1920 по 1930 рік — командир взводу 18-го кінного полку, після чого направлений на 2 роки в кавалерійську школу в Ганновері. З жовтня 1930 року поступив на ще один дворічний курс — помічника водія у складі 7-ї дивізії. В травні 1933 року призначений в департамент іноземних армій Генерального штабу. З березня 1939 року і до початку Другої світової війни — військовий аташе в Парижі.
Під час польської кампанії Лібенштайн знову служив у Генштабі, згодом призначений в 1-й батальйон 17-ї піхотної дивізії. З лютого 1940 року служив у 1-му батальйоні 10-ї танкової дивізії. З жовтня 1940 року 0151 начальник генштабу 2-ї танкової армії генерал-полковника Гудеріана. З червня 1942 року — командир 6-го танкового полку на Кавказі. В жовтні-грудні 1942 року — командир 3-ї танкової армії, після чого був призначений останнім командиром 164-ї легкої африканської дивізії. 12 травня 1943 року дивізія була знищена в Тунісі, і Лібенштайн потрапив у британський полон.
Через декілька днів після прибуття в Трент-Парк (спеціальний табір для полонених генералів на північ від Лондона) Лібенштайн приєднався до групи полонених на чолі з Вільгельмом фон Тома, які презирливо ставились до Гітлера і нацизму, особливо критикуючи воєнні злочини на Східному фронті. На думку спіробітників британської розвідки, які цілодобово прослуховували полонених, у Лібенштайна був значно ширший політичний кругозір, ніж в інших генералів, і він володів сильним почуттям гумору, направленим проти нацистського режиму. Лібенштайн добре розмовляв французькою і англійською, вважався вірним аристократом, хоча й менш честолюбним, ніж його друг барон Фрідріх фон Бройх. Лібенштайн співчував італійцям і звинувачував Муссоліні в занепаді Італії. Також він виявився талановитим художником і багато малював аквареллю.
В квітня 1947 року Лібенштайн був звільнений з полону. Спочатку був підприємцем, з 1950 року — голова транспортного управління Геппінгена. 1 травня 1956 року поступив на службу в бундесвер і був призначений командиром 5-го військового району (Штутгарт). 31 грудня 1960 року, після завершення першого етапу формування бундесверу, вийшов у відставку за віком.

## Нагороди

### Перша світова війна
- Залізний хрест 2-го класу

### Міжвоєнний період
- Срібна медаль «За врятоване житя» (Вюртемберг) (28 грудня 1925)
- Угорська пам'ятна медаль для ветеранів війни
- Пам'ятна військова медаль (Австрія)
- Почесний хрест ветерана війни з мечами
- Медаль «За вислугу років у Вермахті» 4-го, 3-го і 2-го класу (12 років)

### Друга світова війна
- Застібка до Залізного хреста 2-го класу
- Залізний хрест 1-го класу
- Нагрудний знак «За танкову атаку» в сріблі
- Орден «За військові заслуги» (Болгарія), лицарський хрест з короною
- Німецький хрест в золоті (26 січня 1942)
- Медаль «За зимову кампанію на Сході 1941/42»
- Нарукавна стрічка «Африка»
- Срібна медаль «За військову доблесть» (Італія)
- Лицарський хрест Залізного хреста (10 травня 1943)

### Після війни
- Командорський хрест ордена «За заслуги перед Федеративною Республікою Німеччина» — за заслуги в формуванні бундесверу.